# Hillary Biscay
Hillary Biscay (* 13. Juni 1978 in Stegbruck) ist eine ehemalige US-amerikanische Triathletin. Sie ist Ironman-Siegerin (2008) und Ultraman-Weltmeisterin (2013).

## Werdegang
Hillary Biscay war in ihrer Jugend als Schwimmerin aktiv und 2001 startete sie in Florida das erste Mal auf der Ironman-Distanz. 2006 konnte sie sich auf der Ironman-Distanz als erste Athletin sechsmal unter den besten Fünf platzieren. Hillary Biscay wurde trainiert vom Australier Brett Sutton.

### Siegerin Ironman Wisconsin 2008
Bei ihrem 32. Rennen über die Triathlon-Langdistanz (Ironman) konnte Biscay 2008 in Wisconsin ihre erste Goldmedaille erreichen – nur eine Woche nach ihrem vierten Platz in Kentucky.

### Ultraman-Weltmeisterin 2013
Im Oktober 2013 gewann sie den Ultraman Hawaii (10 km Schwimmen, 421 km Radfahren und 84 km Laufen), nachdem sie hier 2010 schon den zweiten Platz erreicht hatte.
Seit 2014 tritt sie nicht mehr international in Erscheinung.
Hillary Biscay ist mit dem deutschen Triathleten Maik Twelsiek (* 1980) verheiratet und die beiden  leben in Tucson.

## Sportliche Erfolge
| Datum/Jahr   | Rang | Wettbewerb       | Austragungsort        | Zeit     | Bemerkung |
| ------------ | ---- | ---------------- | --------------------- | -------- | --- |
| 7. Juni 2009 | 8    | Challenge France | Niederbronn-les-Bains | 04:52:09 | über die Mitteldistanz (1,9 km Schwimmen, 90 km Radfahren, 21,1 km Laufen) hinter der Australierin Rebekah Keat |

| Datum/Jahr    | Rang | Wettbewerb                        | Austragungsort    | Zeit     | Bemerkung |
| ------------- | ---- | --------------------------------- | ----------------- | -------- | --- |
| 8. Juni 2014  | 7    | Ironman Cairns                    | Cairns            | 10:03:24 | |
| 4. Mai 2014   | 5    | Ironman Australia                 | Port Macquarie    | 09:55:43 | |
| 19. Apr. 2014 | 8    | Challenge Taiwan                  | Taitung           | 11:11:23 | |
| Nov. 2013     | 1    | Ultraman Hawaii                   | Hawaii            | 24:30:50 | |
| 14. Sep. 2013 | 4    | Challenge Almere-Amsterdam        | Almere            | 10:10    | |
| 8. Sep. 2013  | 7    | Ironman Wisconsin                 | Madison           | 10:27    | |
| 30. Juni 2013 | 10   | Ironman Austria                   | Klagenfurt        | 09:36    | |
| 4. Mai 2013   | 2    | Challenge Taiwan                  | Taitung           | 09:37:40 | |
| 16. Sep. 2012 | 5    | Ironman Wales                     | Pembrokeshire     | 10:18:57 | |
| 9. Sep. 2012  | 5    | Ironman Wisconsin                 | Madison           | 09:57:53 | |
| 6. Mai 2012   | 3    | Ironman Australia                 | Port Macquarie    | 09:44:40 | |
| 4. Dez. 2011  | 5    | Ironman Western Australia         | Busselton         | 09:39:41 | |
| 3. Juli 2011  | 3    | Ironman Korea                     | Seogwipo          | 10:12    | |
| 29. Mai 2011  | 4    | Ironman Brasil                    | Florianópolis     | 09:35:05 | 48. Start auf der Ironman-Distanz |
| Nov. 2010     | 2    | Ultraman Hawaii                   | Hawaii            | 24:40:28 | Zweite bei der Weltmeisterschaft auf der Ultraman-Distanz vom 26. bis 28. November 2010 hinter der US-Amerikanerin Amber Monforte: 10 km Schwimmen und 145 km Radfahren (Tag 1), 276 km Radfahren (Tag 2) und 84 km Laufen (Tag 3) |
| 12. Sep. 2010 | 7    | Ironman Wisconsin                 | Madison           | 10:29:06 | [ 4 ] |
| 15. Aug. 2010 | 4    | Challenge Copenhagen              | Kopenhagen        | 09:37    | bei der Erstauflage über die Langdistanz |
| 30. Mai 2010  | 4    | Ironman Brasil                    | Florianópolis     | 09:44:39 | |
| 22. Mai 2010  | 11   | Ironman Lanzarote                 | Puerto del Carmen | 10:41:43 | |
| 13. März 2010 |      | Abu Dhabi International Triathlon | Abu Dhabi         | 07:41:19 | |
| 27. Feb. 2010 | 3    | Ironman Malaysia                  | Langkawi          | 09:35:02 | |
| 13. Sep. 2009 | 3    | Ironman Wisconsin                 | Madison           | 10:02:58 | |
| 26. Juli 2009 |      | Ironman USA                       | Lake Placid       | 10:47:50 | |
| 21. Juni 2009 | 5    | Ironman Japan                     | Gotō              | 10:14:19 | |
| 23. Mai 2009  | 5    | Ironman Lanzarote                 | Puerto del Carmen | 10:28:45 | [ 6 ] |
| 17. Jan. 2009 | 3    | Challenge Wanaka                  | Wanaka            | 10:16:39 | [ 7 ] |
| 11. Okt. 2008 | 35   | Ironman Hawaii                    | Hawaii            | 10:35:11 | als schnellste Schwimmerin |
| 7. Sep. 2008  | 1    | Ironman Wisconsin                 | Madison           | 09:47:25 | Biscay gewinnt ihren ersten Ironman – knapp vor der Schweizerin Karin Gerber. |
| 31. Aug. 2008 | 4    | Ironman Louisville                | Louisville        | 09:59:31 | [ 9 ] |
| 20. Juli 2008 | 3    | Ironman USA                       | Lake Placid       |          | |
| 13. Juli 2008 | 6    | Challenge Roth                    | Roth              | 09:24:19 | |
| 25. Mai 2008  | 3    | Ironman Brasil                    | Florianópolis     | 09:56:08 | [ 10 ] |
| 19. Jan. 2008 | 2    | Challenge Wanaka                  | Wanaka            |          | [ 11 ] |
| 13. Okt. 2007 | 20   | Ironman Hawaii                    | Hawaii            | 09:56    | |
| 9. Sep. 2007  | 2    | Ironman Wisconsin                 | Madison           |          | |
| 19. Aug. 2007 | 2    | Ironman UK                        | Sherborne         |          | |
| 8. Juli 2007  |      | Ironman Austria                   | Klagenfurt        | 09:39:23 | |
| 27. Mai 2007  |      | Ironman Brasil                    | Florianópolis     | 09:44:14 | |
| 3. März 2007  | 4    | Ironman New Zealand               | Taupō             |          | |
| 20. Jan. 2007 | 3    | Challenge Wanaka                  | Wanaka            | 09:58:35 | [ 12 ] |
| 4. Nov. 2006  | 3    | Ironman Florida                   | Panama City       | 09:40:42 | |
| 10. Sep. 2006 | 2    | Ironman Wisconsin                 | Madison           | 10:07    | |
| 25. Juli 2006 |      | Ironman Coeur d’Alene             | Coeur d’Alene     | 09:59:46 | |
| 16. Juli 2006 | 4    | Ironman Austria                   | Klagenfurt        | 09:35:43 | |
| 28. Mai 2006  | 3    | Ironman Brasil                    | Florianópolis     | 09:34:18 | persönliche Bestzeit bei einem Ironman-Rennen (3,86 km Schwimmen, 180,2 km Radfahren und 42,195 km Laufen) |
| 9. Apr. 2006  | 3    | Ironman Arizona                   | Tempe             | 09:43:36 | |
| 4. März 2003  |      | Ironman New Zealand               | Taupō             | 04:30:51 | witterungsbedingt ohne Schwimmen sowie mit verkürzter Rad- und Laufstrecke |
| 29. Aug. 2005 |      | Ironman Canada                    | Penticton         | 10:36:59 | |
| 9. Apr. 2005  | 7    | Ironman Arizona                   | Tempe             | 10:15:41 | |
| 6. Nov. 2004  |      | Ironman Florida                   | Panama City       | 10:08:28 | |
| 18. Okt. 2003 |      | Ironman Hawaii                    | Hawaii            | 11:01:55 | zweiter Rang in der Klasse W18–24 |
| 29. Juni 2003 | 8    | Ironman Coeur d’Alene             | Coeur d’Alene     | 10:48:57 | |
| 1. März 2003  |      | Ironman New Zealand               | Taupō             | 10:56:36 | |
| 19. Okt. 2002 |      | Ironman Hawaii                    | Hawaii            | 11:04:40 | zweiter Rang in der Klasse W18–24 |
| 10. Nov. 2001 |      | Ironman Florida                   | Panama City       | 12:29    | erster Start auf der Ironman-Distanz |

(DNF – Did Not Finish)